# Глендайв
Глендайв (на английски: Glendive) е град в окръг Доусън, щата Монтана, САЩ. Глендайв е с население от 4729 жители (2000) и обща площ от 8,7 km². Намира се на 629 m надморска височина. ЗИП кодът му е 59330, а телефонният му код е 406.